# Б'ютт (округ, Південна Дакота)
Шаблон:StateAbbr_ 44°55′ пн. ш. 103°29′ зх. д. / 44.91° пн. ш. 103.49° зх. д.
Округ  Б'ютт (англ. Butte County) — округ (графство) у штаті Південна Дакота, США. Ідентифікатор округу 46019.

## Історія
Округ утворений 1883 року.

## Демографія
За даними перепису 
2000 року 
загальне населення округу становило 9094 осіб, зокрема міського населення було 4476, а сільського — 4618.
Серед мешканців округу чоловіків було 4475, а жінок — 4619. В окрузі було 3516 домогосподарств, 2467 родин, які мешкали в 4059 будинках.
Середній розмір родини становив 3,07.
Віковий розподіл населення поданий у таблиці:
| Стать    | До 15 років | 15-21 | 22-29 | 30-39 | 40-49 | 50-65 | 65-85 | Понад 85 |
| -------- | ----------- | ----- | ----- | ----- | ----- | ----- | ----- | -------- |
| Чоловіки | 1079        | 473   | 306   | 554   | 748   | 727   | 531   | 57       |
| Жінки    | 1002        | 458   | 340   | 604   | 731   | 694   | 667   | 123      |

## Суміжні округи
- Гардінґ — північ
- Перкінс — північний схід
- Мід — південний схід
- Лоуренс — південний захід
- Крук, Вайомінґ — захід
- Картер, Монтана — північний захід

## Виноски
1. ↑  US Decennial Census. US Census Bureau. Архів оригіналу за 26 квітня 2015. Процитовано 22 березня 2015.
2. ↑  Historical Census Browser. University of Virginia Library. Архів оригіналу за 11 серпня 2012. Процитовано 22 березня 2015.
3. ↑  Forstall, Richard L., ред. (27 березня 1995). Population of Counties by Decennial Census: 1900 to 1990. US Census Bureau. Архів оригіналу за 28 грудня 2008. Процитовано 22 березня 2015.
4. ↑  Census 2000 PHC-T-4. Ranking Tables for Counties: 1990 and 2000 (PDF). US Census Bureau. 2 квітня 2001. Архів оригіналу (PDF) за 18 грудня 2014. Процитовано 22 березня 2015.
5. ↑  State & County QuickFacts. Бюро перепису населення США. Архів оригіналу за 7 липня 2011. Процитовано 26 листопада 2013. [Архівовано 2011-06-07 у Wayback Machine.](англ.) Наведено за англійською вікіпедією.
6. ↑  American FactFinder. Бюро перепису населення США. Архів оригіналу за 26 лютого 2012. Процитовано 31 січня 2008. [Архівовано 2008-05-21 у Wayback Machine.]

| США | Це незавершена стаття з географії США. Ви можете допомогти проєкту, виправивши або дописавши її. |